# 22983 Schlingheyde
22983 Schlingheyde este un asteroid din centura principală de asteroizi.

## Descriere
22983 Schlingheyde este un asteroid din centura principală de asteroizi. A fost descoperit pe 3 noiembrie 1999 la Socorro, New Mexico, în cadrul proiectului LINEAR. Asteroidul prezintă o orbită caracterizată de o semiaxă mare de 2,95 ua, o excentricitate de 0,10 și o înclinație de 0,8° în raport cu ecliptica.